# Bobsleigh nos Jogos Olímpicos de Inverno de 1984
O bobsleigh nos Jogos Olímpicos de Inverno de 1984 foi realizado em Sarajevo, na então Iugoslávia. Dois eventos estiveram em disputa: prova de duplas e por equipes.

## Medalhistas
| Evento           | Ouro | Prata                                                                                              | Bronze                                                                          |
| ---------------- | --- | -------------------------------------------------------------------------------------------------- | ------------------------------------------------------------------------------- |
| Duplas detalhes  | Alemanha Oriental II Wolfgang Hoppe Dietmar Schauerhammer GDR Alemanha Oriental                               | Alemanha Oriental II Bernhard Lehmann Bogdan Musiol GDR Alemanha Oriental                          | União Soviética II Zintis Ekmanis Vladimir Aleksandrov URS União Soviética      |
| Equipes detalhes | Alemanha Oriental I Wolfgang Hoppe Roland Wetzig Dietmar Schauerhammer Andreas Kirchner GDR Alemanha Oriental | Alemanha Oriental II Bernhard Lehmann Bogdan Musiol Ingo Voge Eberhard Weise GDR Alemanha Oriental | Suíça I Silvio Giobellina Heinz Stettler Urs Salzmann Rico Freiermuth SUI Suíça |

## Quadro de medalhas
| Ordem | País                  | Medalha de ouro | Medalha de prata | Medalha de bronze |   |
| ----- | --------------------- | --------------- | ---------------- | ----------------- | - |
| 1     | GDR Alemanha Oriental | 2               | 2                |                   | 4 |
| 2     | SUI Suíça             |                 |                  | 1                 | 1 |
| 2     | URS União Soviética   |                 |                  | 1                 | 1 |
| TOTAL | TOTAL                 | 2               | 2                | 2                 | 6 |